# Malky Mackay
Malcolm George "Malky" Mackay (Bellshill, 19 de fevereiro de 1972) é um ex-futebolista e treinador de futebol escocês que atuava como zagueiro. Atualmente comanda o Ross County.

## Carreira
Profissionalizou-se em 1990, no Queen's Park. Até 1993, jogou 70 partidas e marcou 6 gols pelos "Spiders". No mesmo ano, assinou com o Celtic, porém, a estreia oficial do zagueiro pelos "Bhoys" foi em janeiro de 1995, contra o Dundee United. Em 6 temporadas, foram apenas 34 jogos e 4 gols marcados. Emprestado ao Norwich City em 1998, jogou apenas 1 jogo antes de ser contratado em definitivo.
Nos "Canários", Mackay disputou 212 partidas e marcou 15 gols. Seu único titulo pela equipe foi o da Segunda Divisão inglesa, em 2001-02. Ainda representou o West Ham United e o Watford até sua aposentadoria como jogador, em 2008. Antes, em janeiro de 2007, tornara-se preparador físico dos "Hornets".

## Carreira de técnico
Pouco depois de encerrar a carreira de jogador, Mackay estreou como treinador no Watford, como substituto de Adrian Boothroyd. Treinou a equipe em 5 jogos antes de ceder seu lugar a Brendan Rodgers. Voltaria ao clube no ano seguinte, ironicamente como sucessor de Rodgers. Na segunda passagem de Mackay pelo Watford, ele treinou o clube em 99 jogos até 2011, quando foi contratado pelo Cardiff City, onde permaneceria até dezembro de 2013. Treinou ainda o Wigan Athletic entre novembro de 2014 e abril de 2015, quando deu lugar a Gary Caldwell.
Entre outubro de 2017 e fevereiro de 2018, foi anunciado como técnico interino da Seleção Escocesa. Voltou a comandar equipes em maio de 2021, quando foi anunciado como novo treinador do Ross County. A decisão foi criticada por um grupo de torcedores.

## Seleção Escocesa
Pela Seleção Escocesa, Mackay atuou em 5 jogos, todos em 2004. Aos 32 anos de idade, tornou-se o mais velho jogador a estrear pela equipe em 37 anos.

## Polêmica
Em agosto de 2014, Mackay estava acertado com o Crystal Palace para substituir Tony Pulis, quando um escândalo de preconceito envolvendo o técnico e o diretor-esportivo do Cardiff City, Iain Moody, veio à tona. Eles foram acusados de trocarem mensagens de teor homofóbico, racista, xenofóbico e sexista.
Um agente de jogadores, Phil Smith, é chamado de "gordo" por Mackay, que disse em uma mensagem enviada a Moody: "Nada como um judeu que vê o dinheiro escorrendo pelos dedos". Em outra, o ex-zagueiro chama um dirigente de "homo" e de "cobra gay". Ao se referir a uma empresária de jogadores, Mackay faz uma piada de cunho sexista sobre ela. Sobre uma lista de contratações, ele questiona a inclusão de jogadores franceses na relação e diz que a agência deveria se chamar "All Blacks" (todos negros) e também declara que "não há muitos rostos brancos, mas vale a pena considerar".
Mackay ainda questionou a chegada do sul-coreano Kim Bo-Kyung ao Cardiff City, utilizando o termo ofensivo "Chinky" (usado para se referir a orientais em geral).
O escândalo envolvendo Mackay foi a gota d'água para o Crystal Palace desistir de contratá-lo para a temporada 2014-15, escolhendo Keith Millen como treinador interino. Durante o período em que ele treinou o Wigan, o presidente da agremiação, Dave Whelan, polemizou ao defender o técnico, criticando judeus e chineses ao dizer que "eles perseguem o dinheiro como nenhum outro povo". A declaração fez com que 2 patrocinadores deixassem de apoiar os Latics.

## Vida pessoal
Mackay é casado com Pamela e é pai de 2 filhos. O pai do ex-zagueiro, também chamado Malky Mackay, chegou a ser jogador, mas ao contrário do filho, era atacante.

## Títulos

### Como jogador
Celtic
- Scottish Premiership: 1997–98[14]

Norwich City
- Football League First Division: 2003–04[14]

#### Individual
- Time do ano da PFA: 2003–04 (First Division)[15]

### Como treinador
Cardiff City
- Football League Championship: 2012–13[14]

#### Individual
- Treinador do ano da League Managers Association: 2012–13[14]